# Jezioro Zgniłe (Piłka)
Jezioro Zgniłe – jezioro w woj. wielkopolskim, w powiecie czarnkowsko-trzcianeckim, w gminie Drawsko, leżące na terenie Kotlina Gorzowska – w pobliżu wsi Piłka.

## Dane morfometryczne
Powierzchnia zwierciadła wody według różnych źródeł wynosi od 1,25 ha do 1,4 ha.
Zwierciadło wody położone jest na wysokości 47,4 m n.p.m.

## Hydronimia
Według urzędowego spisu opracowanego przez Komisję Nazw Miejscowości i Obiektów Fizjograficznych (KNMiOF) nazwa tego jeziora to Jezioro Zgniłe. Państwowy rejestr nazw geograficznych jako nazwę główną zestandaryzowaną podaje Jezioro Zgniłe. W różnych publikacjach jezioro to występuje pod nazwą Workulskie – nie wymienioną jako nazwa oboczna w PRNG.
Około 1 km na południowy zachód – bliżej leśniczówki Kaczeniec znajduje się drugie jezioro o takiej samej nazwie – Jezioro Zgniłe.